# Dordrecht'90 in het seizoen 1994/95
Het seizoen 1994/1995 was het 23e jaar in het bestaan van de Dordtse betaaldvoetbalclub Dordrecht'90. De club kwam uit in de Eredivisie en eindigde daarin op de 18e plaats, dit hield in dat het rechtstreeks degradeerde naar de Eerste divisie. Tevens deed de club mee aan het toernooi om de KNVB beker, hierin werd de club in de tweede ronde uitgeschakeld door BVV Den Bosch (1–4).

## Wedstrijdstatistieken

### Eredivisie
|       | Ajax  | Feyenoord | Go Ahead Eagles | FC Groningen | sc Heerenveen | MVV   | NAC   | N.E.C. | PSV   | RKC   | Roda JC | Sparta Rotterdam | FC Twente | FC Utrecht | Vitesse | FC Volendam | Willem II |
| ----- | ----- | --------- | --------------- | ------------ | ------------- | ----- | ----- | ------ | ----- | ----- | ------- | ---------------- | --------- | ---------- | ------- | ----------- | --------- |
| Thuis | 1 – 3 | 1 – 1     | 1 – 1           | 0 – 1        | 1 – 1         | 1 – 2 | 2 – 5 | 1 – 0  | 0 – 2 | 0 – 1 | 0 – 3   | 3 – 1            | 1 – 2     | 1 – 1      | 0 – 0   | 5 – 1       | 3 – 0     |
| Uit   | 3 – 0 | 5 – 4     | 1 – 3           | 2 – 2        | 1 – 1         | 3 – 3 | 1 – 1 | 4 – 0  | 4 – 0 | 4 – 1 | 2 – 0   | 3 – 1            | 2 – 2     | 3 – 1      | 2 – 0   | 1 – 0       | 1 – 0     |

### KNVB beker
| Groepsfase                                               | ADO                                       | 3 – 0 ( – 0)                       | Dordrecht '90                                                                                 |
| 20 augustus 1994 Plaats: Den Haag Sportcomplex De Aftrap | Danny Hanique 42', 86' Harry de Haas 58'  |                                    |                                                                                               |
| Groepsfase                                               | Dordrecht '90                             | 2 – 2 (2 – 2)                      | FC Den Haag                                                                                   |
| 23 augustus 1994 Plaats: Dordrecht Krommedijk            | Romeo Wouden 3' Lars Brøgger 12'          |                                    | 7' Zier Tebbenhoff 12' Harry van der Laan                                                     |
| Groepsfase                                               | TONEGIDO                                  | 1 – 8 (1 – 3)                      | Dordrecht '90                                                                                 |
| 4 september 1994 Plaats: Voorburg Sportpark Rodelaan     | Umro Jordan 38'                           |                                    | 9', 31' Lars Brøgger 16', 55', 73' Michel Langerak 63' Warry van Wattum 84', 85' Romeo Wouden |
| 2e ronde                                                 | Dordrecht '90                             | 1 – 0 (0 – 0, 0 – 0) Na verlenging | MVV                                                                                           |
| 5 oktober 1994 Plaats: Dordrecht Krommedijk              | Virgil Breetveld 95' (pen.)               |                                    |                                                                                               |
| Achtste finale                                           | Ajax 2                                    | 2 – 0 (1 – 0)                      | Dordrecht '90                                                                                 |
| 30 november 1994 Plaats: Amsterdam Sportpark Voorland    | Peter van Vossen 41' Patrick Kluivert 63' |                                    |                                                                                               |

## Statistieken Dordrecht'90 1994/1995

### Eindstand Dordrecht'90 in de Nederlandse Eredivisie 1994 / 1995
| Stand | Gespeeld | Gewonnen | Gelijk | Verloren | Punten | Doelpunten voor | Doelpunten tegen |
| ----- | -------- | -------- | ------ | -------- | ------ | --------------- | ---------------- |
| 18e   | 34       | 5        | 10     | 19       | 20     | 40              | 67               |

### Topscorers
| #      | Naam               | Goal |
| ------ | ------------------ | ---- |
| 1.     | Romeo Wouden       | 12   |
| 2.     | Ronald Hoop        | 10   |
| 3.     | Michel Langerak    | 6    |
| 4.     | Maarten Atmodikoro | 3    |
| 4.     | Leo Koswal         | 3    |
| 6.     | Cor Lems           | 2    |
| 7.     | Lars Brøgger       | 1    |
| 7.     | Reinier Robbemond  | 1    |
| 7.     | Mischa Rook        | 1    |
| 7.     | Adri van Tiggelen  | 1    |
| Totaal | Totaal             | 40   |

| #      | Naam             | Goal |
| ------ | ---------------- | ---- |
| 1.     | Lars Brøgger     | 3    |
| 1.     | Michel Langerak  | 3    |
| 1.     | Romeo Wouden     | 3    |
| 4.     | Virgil Breetveld | 1    |
| 4.     | Warry van Wattum | 1    |
| Totaal | Totaal           | 11   |